# Яйца Бенедикт
Я́йца Бенеди́кт — блюдо на завтрак, представляющее собой бутерброд из двух половинок английского маффина с яйцами пашот, ветчиной или беконом и голландским соусом. Популярно в США и Канаде.

## История
Существует несколько версий возникновения этого блюда:
В интервью для журнала «The New Yorker» в 1942 году брокер Лемюэль Бенедикт утверждал, что забрёл в отель Уолдорф-Астория в 1894 году, надеясь найти лекарство от утреннего похмелья и заказал «тосты с маслом, варёными яйцами, беконом и голландским соусом». Оскар Чирки, метрдотель ресторана, был настолько впечатлён таким блюдом, что предложил его на завтрак и обед, заменив тосты с ветчиной на английскую булочку с беконом.
По другой версии, яйца Бенедикт придумал шеф-повар ресторана «Delmonico’s» в Нью-Йорке для мистера и миссис Бенедикт, его частых посетителей. Однажды мистер Бенедикт сказал метрдотелю: «Не могли бы вы предложить нам что-нибудь новенькое?» И получил варёные яйца на тосте с тонким ломтиком ветчины, голландским соусом и трюфелями сверху.

## Разновидности
- В яйцах blackstone бекон заменяется ветчиной и добавляется ломтик томата.
- В яичнице по-флорентийски ветчина заменена шпинатом.
- Яичница Морне — голландский соус заменяется соусом Морне.
- Яйца Хемингуэй или яйца Копенгаген — ветчина заменяется лососиной. Это популярная разновидность яиц Бенедикт в Австралии, Новой Зеландии, Канаде и Великобритании.
- Латиноамериканская разновидность под названием huevos Benedict использует авокадо в качестве заменителя ветчины и сальсу верде как заменитель голландского соуса.
- Деревенские Бенедикт, иногда известны как яйца Борегар, заменяют английский кекс, ветчину и голландский соус — американским бисквитом, сосисками и деревенским соусом соответственно, а яйца пашот заменяются простой яичницей.
- Ирландский вариант рецепта заменяет ветчину солониной или ирландским беконом.
- Портобелло Бенедикт — используются грибы портобелло вместо ветчины.
- Яйца Оскар — ветчину заменяет спаржа и мясо краба.
- Яйца Провансаль — голландский соус заменен беарнским соусом.
- В яйцах Шекспир ветчина заменена мясом краба.